# Agriophyllum
Agriophyllum là chi thực vật có hoa trong họ Amaranthaceae.